# Välivaaranjärvi
Välivaaranjärvi är en sjö i Gällivare kommun i Lappland och ingår i Kalixälvens huvudavrinningsområde. Sjön har en area på 0,142 kvadratkilometer och ligger 451,9 meter över havet. Välivaaranjärvi ligger i Kaitum fjällurskog Natura 2000-område.

## Delavrinningsområde
Välivaaranjärvi ingår i det delavrinningsområde (751695-170042) som SMHI kallar för Ovan VDRID = Sorkijoki i Kalixälvens vattendragsy*. Medelhöjden är 467 meter över havet och ytan är 65,71 kvadratkilometer. Räknas de 101 avrinningsområdena uppströms in blir den ackumulerade arean 2 160,35 kvadratkilometer. Kalixälven som avvattnar avrinningsområdet har biflödesordning 2, vilket innebär att vattnet flödar genom totalt 2 vattendrag innan det når havet efter 309 kilometer. Avrinningsområdet består mestadels av skog (81 procent) och sankmarker (16 procent). Avrinningsområdet har 2,22 kvadratkilometer vattenytor vilket ger det en sjöprocent på 3,4 procent.